# Bóng đá tại Thế vận hội Mùa hè 2012 – Vòng loại nam
Vòng loại môn bóng đá nam tại Thế vận hội Mùa hè 2012 là các giải đấu vòng loại được tổ chức bởi các liên đoàn châu lục để xác định 16 đội tuyển nam tham dự vòng chung kết Thế vận hội Mùa hè 2012 tại Luân Đôn, Vương quốc Anh. FIFA giới hạn độ tuổi tham dự của các cầu thủ là U-23 (sinh sau ngày 1 tháng 1 năm 1989).

## Vòng loại
Tổng cộng có 16 đội tham dự vòng chung kết giải Thế vận hội của nam. Trong số sáu liên đoàn khu vực, ba liên đoàn (CONCACAF, AFC và OFC) tổ chức các giải đấu vòng loại dành riêng cho Thế vận hội, trong khi ba liên đoàn còn lại sử dụng các giải đấu trẻ đã có để xét kết quả cho vòng loại.
| Phương thức vòng loại                   | Ngày                 | Địa điểm       | Suất | Đội vượt qua vòng loại          |
| --------------------------------------- | -------------------- | -------------- | ---- | ------------------------------- |
| Chủ nhà                                 |                      | –              | 1    | Anh Quốc                        |
| Vòng loại AFC                           | 29 tháng 3 năm 2012  | Nhiều địa điểm | 3    | Hàn Quốc · Nhật Bản · UAE       |
| Giải vô địch bóng đá U-23 châu Phi 2011 | 10 tháng 12 năm 2011 | Maroc          | 3    | Gabon · Maroc · Ai Cập          |
| Vòng loại CONCACAF                      | 2 tháng 4 năm 2012   | Hoa Kỳ         | 2    | México · Honduras               |
| Giải vô địch bóng đá U-20 Nam Mỹ 2011   | 12 tháng 2 năm 2011  | Perú           | 2    | Brasil · Uruguay                |
| Vòng loại OFC                           | 25 tháng 3 năm 2012  | New Zealand    | 1    | New Zealand                     |
| Giải vô địch bóng đá U-21 châu Âu 2011  | 25 tháng 6 năm 2011  | Đan Mạch       | 3    | Tây Ban Nha · Thụy Sĩ · Belarus |
| Play-off AFC–CAF                        | 23 tháng 4 năm 2012  | Anh Quốc       | 1    | Sénégal                         |
| Tổng cộng                               |                      |                | 16   |                                 |

## UEFA(Châu Âu)
Giải vô địch bóng đá U-21 châu Âu 2011 tại Đan Mạch cũng là giải đấu vòng loại của UEFA cho Thế vận hội. Tây Ban Nha, Thụy Sĩ và Belarus đủ điều kiện tham dự Thế vận hội.

## CONMEBOL(Nam Mỹ)
Giải vô địch bóng đá trẻ Nam Mỹ 2011 ở Peru, được tổ chức từ tháng 1 đến tháng 2 năm 2011, đóng vai trò là giải đấu vòng loại cho Thế vận hội. Brazil và Uruguay lần lượt đứng nhất và nhì tại giải đấu và đủ điều kiện tham dự Thế vận hội.

## CONCACAF(Bắc, Trung Mỹ và Caribe)
Giải đấu tiền Thế vận hội của CONCACAF được tổ chức từ ngày 22 tháng 3 đến ngày 2 tháng 4 năm 2012 tại Hoa Kỳ và chứng kiến Mexico và Honduras giành vé vào vòng chung kết.

## CAF(Châu Phi)
Giải vô địch bóng đá U-23 châu Phi 2011, được tổ chức tại Maroc từ ngày 26 tháng 11 đến ngày 10 tháng 12 năm 2011, cũng là giải đấu vòng loại cho Thế vận hội. Ai Cập, Gabon và Maroc là ba đội đã vượt qua vòng loại. Senegal bước vào trận play-off với đội đứng thứ 4 vòng loại AFC là Oman và giành suất cuối cùng dự Thế vận hội.

## AFC(Châu Á)
Giải đấu vòng loại Thế vận hội của AFC diễn ra trong tổng cộng 4 vòng từ tháng 2 năm 2011 đến tháng 3 năm 2012. Sau vòng thứ ba, Hàn Quốc, Nhật Bản và UAE là ba đội giành quyền tham dự Thế vận hội. Oman là đội đứng thứ nhất trong vòng thứ tư và tiến vào trận play-off liên lục địa, nhưng đã để thua trước Senegal.

## OFC(Châu Đại Dương)
Giải đấu vòng loại Thế vận hội của OFC được tổ chức từ ngày 16 đến ngày 25 tháng 3 năm 2012 tại New Zealand. Đội chủ nhà New Zealand giành vé duy nhất của khu vực đến Thế vận hội.